# Nadia Tereszkiewicz

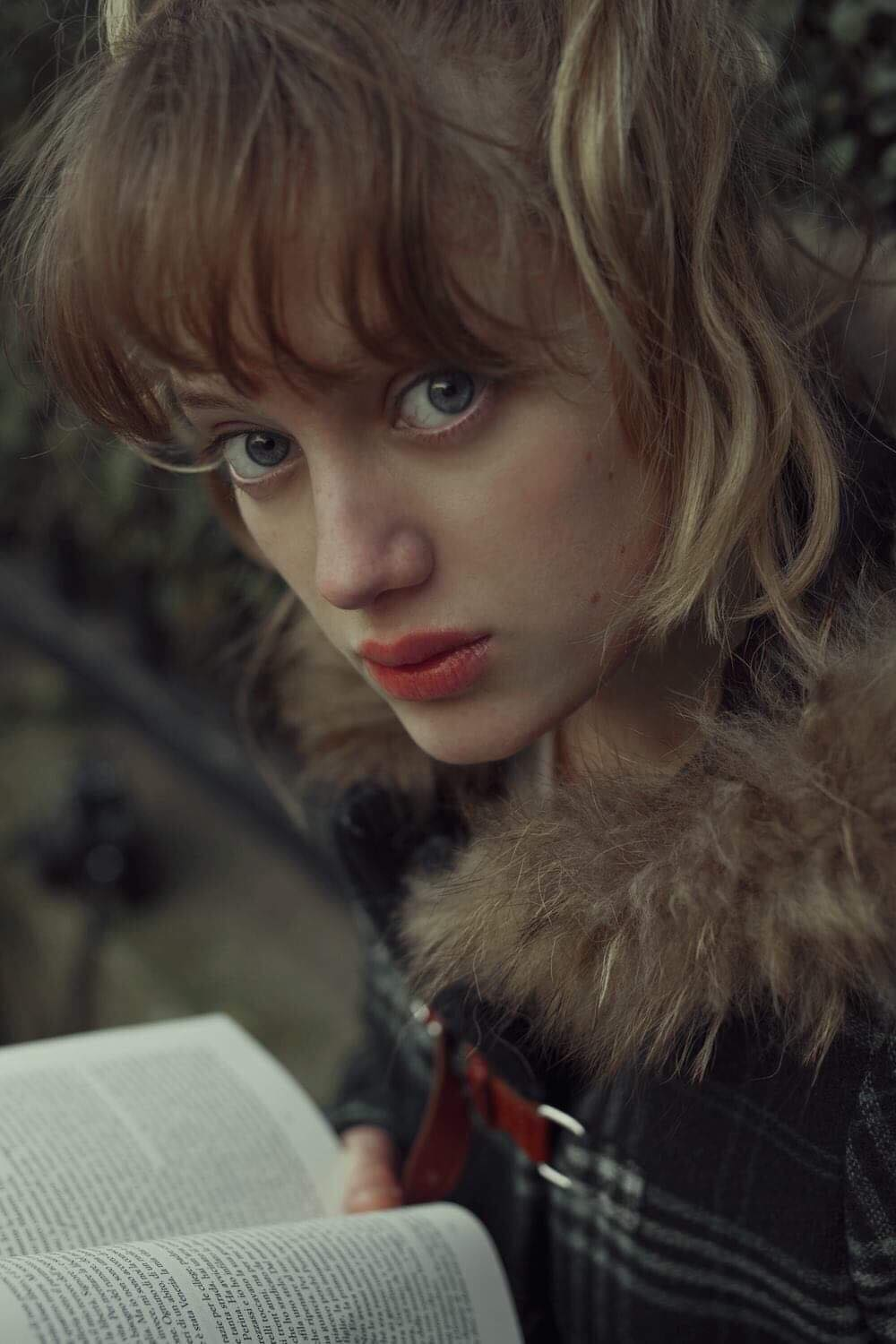
Nadia Tereszkiewicz (2020)

Nadia Tereszkiewicz (* 24. Mai 1996 in Versailles) ist eine französische Schauspielerin.

## Leben
Tereszkiewicz kam in Versailles als Tochter einer finnischen Mutter und eines polnischen Vaters zur Welt.
Ihre Filmlaufbahn begann Tereszkiewicz als Statistin im Jahr 2016.
Nach mehreren kleinen Rollen in diversen Kino- und Fernsehproduktionen wurde Tereszkiewicz durch ihre Rolle in dem Thriller Die Verschwundene (2019) einem größeren Publikum bekannt. Beim Tokyo International Film Festival gewann sie dafür den Preis als Beste Schauspielerin.
Valeria Bruni Tedeschi engagierte sie im Jahr 2022 für die Hauptrolle in ihrem autobiografisch gefärbten Film Forever Young. Für die Darstellung der Stella wurde Tereszkiewicz 2023 bereits mit drei französischen Filmpreisen ausgezeichnet, darunter dem César als Beste Nachwuchsdarstellerin.
Mit ihrer Rolle als erfolglose Schauspielerin in François Ozons Krimikomödie Mein fabelhaftes Verbrechen (2023) konnte sie ihre Popularität weiter ausbauen.
Ihr Film Rosalie wurde im Mai 2023 bei den Internationalen Filmfestspielen von Cannes in der Sektion Un certain regard im Wettbewerb um die Queer Palm gezeigt.
Tereszkiewicz spricht neben Französisch und Finnisch auch fließend Englisch und Italienisch.

## Filmografie (Auswahl)
- 2018: Sauvages
- 2019: Persona non grata
- 2019: Die Verschwundene (Seules les bêtes)
- 2020: Tom
- 2022: Babysitter
- 2022: Forever Young (Les Amandiers)
- 2023: Mein fabelhaftes Verbrechen (Mon crime)
- 2023: La Dernière Reine
- 2023: Rosalie
- 2023: L’île rouge
- 2025: Belladone
- 2025: Testa o croce?

## Auszeichnungen
- 2019: Tokyo International Film Festival in der Kategorie  Beste Schauspielerin für Die Verschwundene (Seules les bêtes)
- 2023: Prix Lumière: Beste Nachwuchsdarstellerin für Forever Young (Les Amandiers)
- 2023: César in der Kategorie Beste Nachwuchsdarstellerin für Forever Young (Les Amandiers)
- 2023: Festival de Cabourg – Swann d’Or in der Kategorie Beste Nachwuchsdarstellerin für Forever Young (Les Amandiers)[3]
- 2023: Festival du film francophone d’Angoulême – Valois d’Or in der Kategorie Beste Schauspielerin für Rosalie[4]